# Oleta Adams

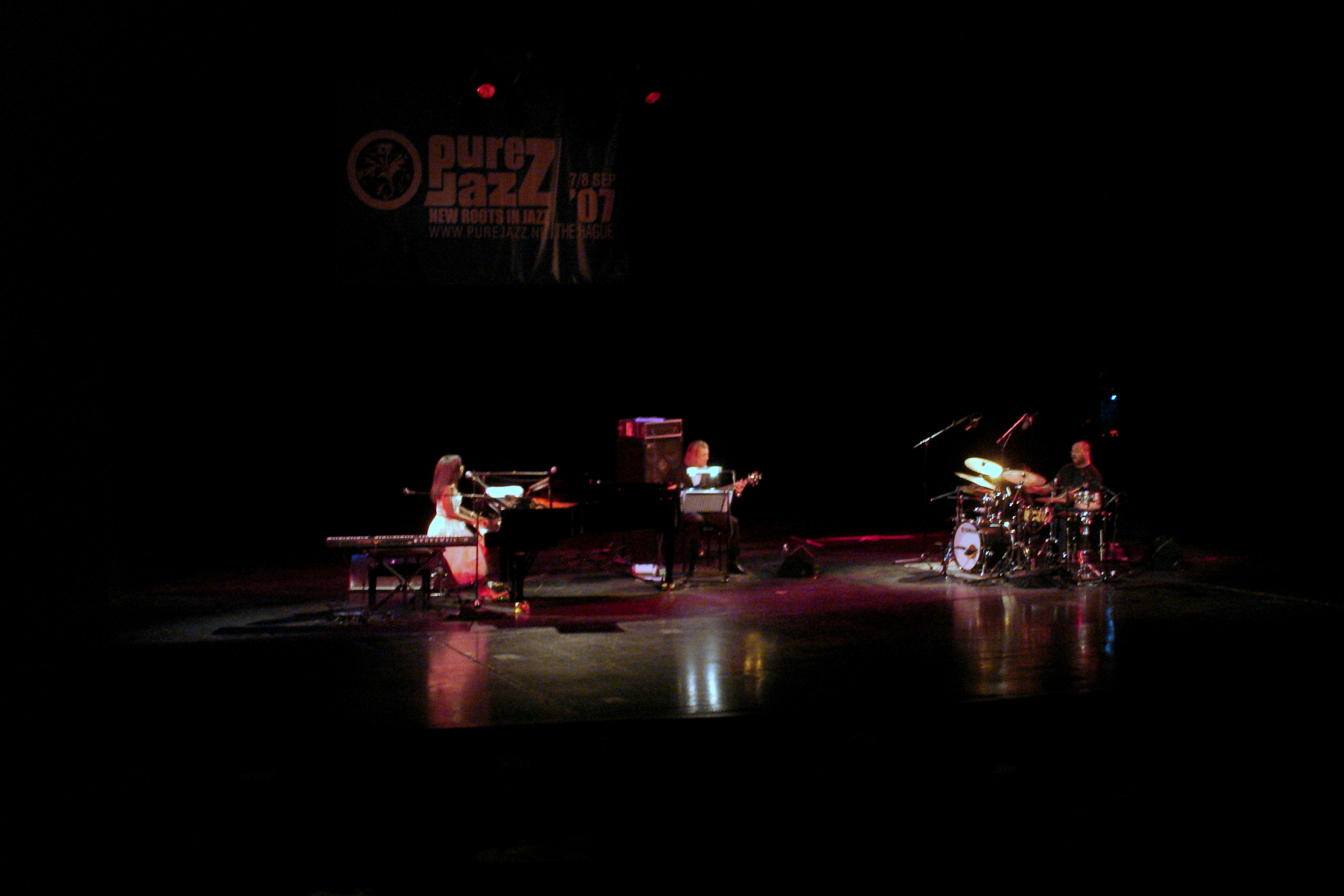
Oleta Adams (l.) beim Pure Jazz Festival in Den Haag (2007)

Oleta Adams (* 4. Mai 1953 in Seattle, Washington) ist eine US-amerikanische Soul- und Jazz-Sängerin sowie Pianistin, der die Zusammenarbeit mit der britischen New-Wave-Band Tears for Fears das Sprungbrett für eine Solokarriere lieferte.

## Leben
Oleta Adams wuchs in einem evangelischen Pfarrhaus auf. Sie ist die Tochter eines Predigers und wuchs mit Gospelmusik auf. Sie war sechs Jahre alt, als ihre Familie nach Yakima, Washington umzog – fälschlicherweise wird Yakima in mehreren Biografien als ihr Geburtsort angegeben.
Als Kind sang sie Gospel in der Pilgrim Rest Baptist Church, der Gemeindekirche ihres Vaters, erlernte das Klavierspiel und leitete als Elfjährige vier Gospelchöre. Mit 18 entschied sich Adams für den Beruf der Profimusikerin. Anfang der 1980er Jahre zog sie nach Kansas City um, wo sie als Barpianistin in Hotels und Showrooms arbeitete. In dieser Zeit veröffentlichte sie zwei selbst finanzierte, aber wenig erfolgreiche Alben.
1985 wurde Adams bei einem Gig in einer Hotelbar in Kansas City von Curt Smith und Roland Orzabal von der Band Tears for Fears entdeckt, die am selben Abend einen Auftritt in der Stadt hatten und nach dem Konzert die Bar besuchten. Beide luden Adams ein, bei ihrem nächsten Album The Seeds of Love als Sängerin mitzuarbeiten. Die Platte wurde 1989 veröffentlicht und der Song Woman in Chains mit Adams als zweite Single daraus ausgekoppelt. Auch auf dem späteren Tears-for-Fears-Album Raoul and the Kings of Spain war mit Me and My Big Ideas ein von Adams gesungenes Lied zu hören.
1990 produzierten Roland Orzabal und Dave Bascombe, der Produzent von The Seeds of Love, im Gegenzug das erste Soloalbum für Oleta Adams, Circle of One. Die darauf enthaltene Coverversion des Liedes Get Here, das im Original von Brenda Russell stammt, wurde als Single ausgekoppelt und erreichte eine Top-5-Platzierung in den amerikanischen Billboard-Charts – nicht zuletzt deswegen, weil dieses sehr sentimentale Lied zur Hymne für diejenigen amerikanischen Familien wurde, deren Familienväter als Soldaten in den Golfkrieg ziehen mussten.
Das erste Album ist bis heute Oleta Adams’ erfolgreichstes Album, an das die beiden Nachfolger Evolution und Moving On trotz guter Verkaufszahlen nicht anschließen konnten. Der 1997 erschienene Longplayer Come Walk with Me enthält als Ausflug in die Vergangenheit ausschließlich Gospelstücke und stand im Kreuzfeuer der Kritik. Das 2001 erschienene Album All the Love stellte wiederum die Rückkehr zum R&B und Schmuse-Soul dar (dieses Album wurde 2004 mit neuem Titel I Can’t Live a Day without You und neuem Cover wieder veröffentlicht).
Im Winter 2006 wurde die Weihnachts-CD Christmas Time with Oleta in den USA und Kanada veröffentlicht. 2009 folgte das Studioalbum Let’s Stay Here. 2017 folgte mit Third Set ein weiteres Album, das überwiegend Standards enthält.
Gemeinsam mit dem ZO! Gospel Choir und Baaba Maal trat Oleta Adams im September 2014 im Amsterdamer Ziggo Dome bei einem Konzert im Rahmen der weltweiten Masterpeace-Veranstaltungen auf. Beim Frankfurter Musikmesse Festival 2017 wurde sie von der hr-Bigband begleitet. Im September 2018 spielte sie im Metropol Theater Bremen ein extra für diesen Abend konzipiertes Konzert mit den Bremer Philharmonikern. Dabei wurden alle Songs in neue Orchester-Arrangements gekleidet. Dieses Konzert erfuhr am 1. Juli 2022 eine Fortsetzung auf der Seebühne Bremen, als Oleta Adams mit den Bremer Philharmonikern und ihrer eigenen Band neue Arrangements präsentierte.

## Zitate
„After years of longing for a great pop singer with a vision, it looks like we may have finally found one. (Nach Jahren der Suche nach einem Popsänger mit Vision sieht es aus, als sei endlich einer gefunden.)“

„Adams’ exquisite voice is an instrument whose high end vibrated in stunning clarity and whose bottom range resonates richly. (Adams' exquisite Stimme ist ein Instrument, dessen Höhen in verblüffender Klarheit vibrieren und dessen Tiefenbereiche satt schwingen.)“

„She performs within the pop lexicon without letting it transform or cheapen her talents. Her classically trained voice is nuanced, and she coaxes quiet tears from her listeners as often as she inspires spontaneous, one-person standing ovations. She dares to be overtly inspirational, vulnerable and loving. (Sie trägt innerhalb des Poplexikons vor, ohne ihre Talente verwässern oder absenken zu lassen. Ihre klassisch ausgebildete Stimme ist nuanciert und sie entlockt ihren Zuhörern ebenso oft stille Tränen, wie sie spontane Ein-Mann-Ovationen hervorruft. Sie traut sich offen inspirierend, verletzlich und liebend zu sein.)“

„When the music is so good that it makes you swoon; when the lyrics are so real that they make you cry; when the voice is so rich and so passionate that all you can do is wave your hands, close your eyes and shake your head, you know it’s Oleta. (Wenn die Musik so gut ist, dass man schwärmt; wenn die Texte so echt sind, dass man weint; wenn die Stimme so reich und leidenschaftlich ist, dass man nur die Hände schwenken, die Augen schließen und mit dem Kopf wogen kann, weiß man, dass es Oleta ist.)“

## Diskografie

### Alben
| Jahr | Titel         | Höchstplatzierung, Gesamtwochen, AuszeichnungChartplatzierungen (Jahr, Titel, Platzierungen, Wochen, Auszeichnungen, Anmerkungen) | Höchstplatzierung, Gesamtwochen, AuszeichnungChartplatzierungen (Jahr, Titel, Platzierungen, Wochen, Auszeichnungen, Anmerkungen) | Höchstplatzierung, Gesamtwochen, AuszeichnungChartplatzierungen (Jahr, Titel, Platzierungen, Wochen, Auszeichnungen, Anmerkungen) | Höchstplatzierung, Gesamtwochen, AuszeichnungChartplatzierungen (Jahr, Titel, Platzierungen, Wochen, Auszeichnungen, Anmerkungen) | Höchstplatzierung, Gesamtwochen, AuszeichnungChartplatzierungen (Jahr, Titel, Platzierungen, Wochen, Auszeichnungen, Anmerkungen) | Anmerkungen                                                                                                 |
| Jahr | Titel         | DE | CH | UK | US | R&B | Anmerkungen                                                                                                 |
| ---- | ------------- | --- | --- | --- | --- | --- | --- |
| 1990 | Circle of One | DE37 (18 Wo.)DE | — | UK1 Gold · (26 Wo.)UK | US20 Gold · (44 Wo.)US | R&B11 (53 Wo.)R&B | Erstveröffentlichung: August 1990 Produzenten: David Bascombe, Roland Orzabal                               |
| 1993 | Evolution     | DE37 (12 Wo.)DE | CH25 (4 Wo.)CH | UK10 (7 Wo.)UK | US67 (13 Wo.)US | R&B20 (26 Wo.)R&B | Erstveröffentlichung: August 1993 Produzent: Stewart Levine Aufnahme: Andora Studios, Los Angeles           |
| 1995 | Moving On     | — | — | UK59 (1 Wo.)UK | US194 (1 Wo.)US | R&B49 (4 Wo.)R&B | Erstveröffentlichung: November 1995 Produzenten: Vassal Benford, Michael J. Powell, Scott Mayo, Oleta Adams |

Weitere Alben
- 1982: Untitled (selbst finanziert)
- 1983: Going On Record (selbst finanziert)
- 1991: Get Here
- 1997: Come Walk with Me
- 2001: All the Love
- 2004: I can‘t Live a Day Without You
- 2006: Christmas Time with Oleta
- 2009: Let’s Stay Here
- 2017: Third Set

### Kompilationen
- 1996: The Very Best of Oleta Adams
- 1998: The Very Best Of
- 2004: The Ultimate Collection (3 CDs)

### Singles
| Jahr | Titel Album                                                                                     | Höchstplatzierung, Gesamtwochen, AuszeichnungChartplatzierungen (Jahr, Titel, Album, Platzierungen, Wochen, Auszeichnungen, Anmerkungen) | Höchstplatzierung, Gesamtwochen, AuszeichnungChartplatzierungen (Jahr, Titel, Album, Platzierungen, Wochen, Auszeichnungen, Anmerkungen) | Höchstplatzierung, Gesamtwochen, AuszeichnungChartplatzierungen (Jahr, Titel, Album, Platzierungen, Wochen, Auszeichnungen, Anmerkungen) | Höchstplatzierung, Gesamtwochen, AuszeichnungChartplatzierungen (Jahr, Titel, Album, Platzierungen, Wochen, Auszeichnungen, Anmerkungen) | Höchstplatzierung, Gesamtwochen, AuszeichnungChartplatzierungen (Jahr, Titel, Album, Platzierungen, Wochen, Auszeichnungen, Anmerkungen) | Anmerkungen |
| Jahr | Titel Album                                                                                     | DE | CH | UK | US | R&B | Anmerkungen |
| ---- | ----------------------------------------------------------------------------------------------- | --- | --- | --- | --- | --- | --- |
| 1989 | Woman in Chains The Seeds of Love                                                               | DE45 (11 Wo.)DE | — | UK26 Silber · (9 Wo.)UK | US36 (14 Wo.)US | — | Erstveröffentlichung: 6. November 1989 Tears for Fears feat. Oleta Adams Autor: Roland Orzabal                                |
| 1990 | Rhythm of Life Circle of One                                                                    | — | — | UK38 (8 Wo.)UK | — | R&B9 (15 Wo.)R&B | Erstveröffentlichung: März 1990 Autoren: Nicky Holland, Roland Orzabal Arrangeur: William Orbit                               |
| 1990 | Circle of One                                                                                   | — | — | UK73 (2 Wo.)UK | — | R&B27 (9 Wo.)R&B | Erstveröffentlichung: Juli 1990 Autoren: David Bascombe, Roland Orzabal                                                       |
| 1990 | Get Here Circle of One                                                                          | DE80 (1 Wo.)DE | — | UK4 Silber · (13 Wo.)UK | US5 (23 Wo.)US | R&B8 (24 Wo.)R&B | Erstveröffentlichung: Oktober 1990 Produzenten: Dave Bascombe, Roland Orzabal Original / Autor: Brenda Russell, 1988          |
| 1991 | You’ve Got to Give Me Room / Rhythm of Life Circle of One                                       | — | — | UK49 (3 Wo.)UK | — | — | Erstveröffentlichung: April 1991 Autor (A-Seite): Oleta Adams                                                                 |
| 1991 | Don’t Let the Sun Go Down on Me Two Rooms – Celebrating the Songs of Elton John & Bernie Taupin | — | — | UK33 (5 Wo.)UK | — | — | Erstveröffentlichung: September 1991 Autoren: Elton John, Bernie Taupin Produzent: Roland Orzabel; Original: Elton Jahn, 1974 |
| 1993 | I Just Had to Hear Your Voice Evolution                                                         | — | — | UK42 (3 Wo.)UK | — | R&B97 (2 Wo.)R&B | Erstveröffentlichung: Juni 1993 Autoren: Allan Rich, Jud Friedman                                                             |
| 1993 | Window of Hope Evolution                                                                        | DE51 (12 Wo.)DE | — | — | — | — | Erstveröffentlichung: Oktober 1993 Autor: Oleta Adams                                                                         |
| 1995 | Never Knew Love Moving On                                                                       | — | — | UK22 (3 Wo.)UK | — | R&B60 (9 Wo.)R&B | Erstveröffentlichung: September 1995 Autoren: Kathy Wakefield, Oleta Adams, Vassal Benford                                    |
| 1996 | We Will Meet Again Moving On                                                                    | — | — | UK51 (2 Wo.)UK | — | — | Erstveröffentlichung: Januar 1996 Autoren: Allan Rich, Brenda Russell                                                         |

Weitere Singles
- 1994: We Will Find a Way (mit Brenda Russell, aus dem Film Corrina, Corrina)
- 1994: Easier to Say Goodbye
- 1994: My Heart Won’t Lie
- 1995: Life Keeps Moving On
- 2001: When You Walked into My Life
- 2003: Get Here (BCD Project vs. Oleta Adams)
- 2004: I Can’t Live a Day without You
- 2006: Christmas Time with Oleta (3 Tracks)

## Auszeichnungen für Musikverkäufe
| Goldene Schallplatte - Niederlande - 1991: für das Album Circle of One - 1993: für das Album Evolution |

Anmerkung: Auszeichnungen in Ländern aus den Charttabellen bzw. Chartboxen sind in ebendiesen zu finden.
| Land/RegionAuszeichnungen für Musikverkäufe (Land/Region, Auszeichnungen, Verkäufe, Quellen) | Silber     | Gold     | Platin | Verkäufe | Quellen   |
| -------------------------------------------------------------------------------------------- | ---------- | -------- | ------ | -------- | --------- |
| Niederlande (NVPI)                                                                           | —          | 2× Gold2 | —      | 100.000  | nvpi.nl   |
| Vereinigte Staaten (RIAA)                                                                    | —          | Gold1    | —      | 500.000  | riaa.com  |
| Vereinigtes Königreich (BPI)                                                                 | 2× Silber2 | Gold1    | —      | 500.000  | bpi.co.uk |
| Insgesamt                                                                                    | 2× Silber2 | 4× Gold4 | —      |          |           |